# Загрязнение воздуха в Москве

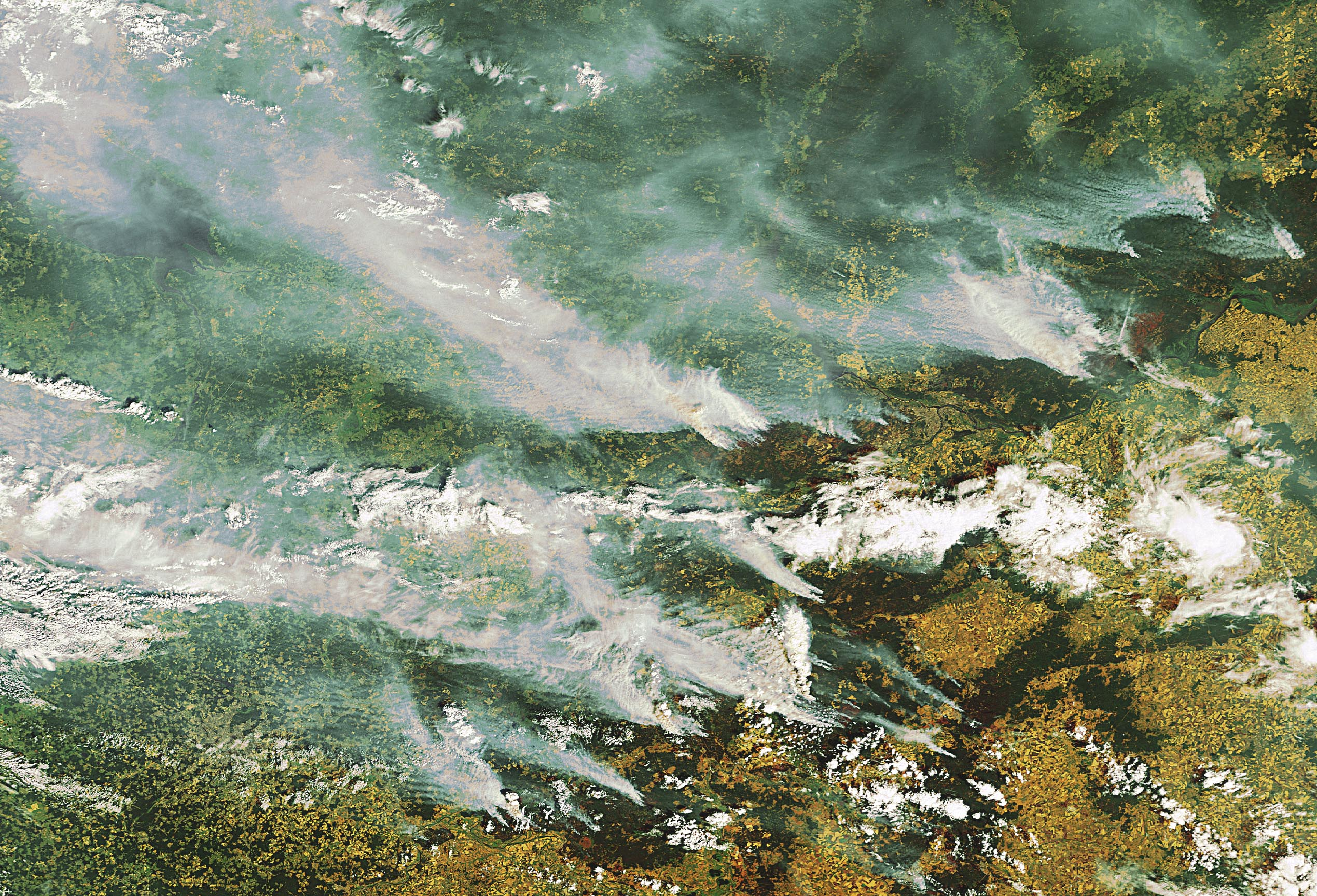
Дым от торфяных и лесных пожаров в районе Москвы, 2010 год

Загрязнение воздуха в Москве — повышенное содержание вредных примесей в приземном слое воздуха, вызванное выбросами промышленных предприятий, выхлопными газами автотранспорта и другими факторами. «Каждый год только от грязного воздуха в Москве умирают 3—3,5 тысячи горожан».
Выбросы автотранспортных средств особенно опасны, потому что осуществляются в непосредственной близости от тротуаров в зоне активного пешеходного движения.
В воздухе Москвы повышено содержание бензпирена, диоксида азота, фенола и формальдегида. Бензпирен является сильным канцерогеном, в частности, вызывает лейкозы, врождённые уродства. Механизм действия связан с встраиванием (интеркаляцией) его молекул в молекулы ДНК.
Высокий уровень загрязнения атмосферного воздуха отмечается вблизи крупных автомагистралей и промышленных зон, особенно в восточной и юго-восточной части города. Наивысший уровень загрязнения воздуха в Москве наблюдается в районах Капотня, Люблино, Марьино из-за расположенного в черте города Московского нефтеперерабатывающего завода, а также Курьяновских очистных сооружений.
Загрязнение приземного слоя воздуха в большой степени зависит от метеорологических условий. В отдельные периоды, когда метеорологические условия способствуют накоплению вредных веществ в приземном слое атмосферы, концентрации примесей в воздухе могут резко возрастать — возникает смог. Летом 2010 года Москва страдала от пожаров, а в 2016 году загрязнения достигли максимально опасного уровня.
Уровень загрязнения воздуха оценивается по значениям интегрального показателя загрязнения и средним за сутки концентрациям монооксида углерода и диоксида азота.
Формальдегид оказывает раздражающее действие на организм человека, обладает общей токсичностью. При концентрациях выше предельных формальдегид действует на центральную нервную систему, особенно на зрение и сетчатку глаз. При острых отравлениях характерно раздражение слизистых оболочек глаз и верхних дыхательных путей, резь в глазах, першение в горле, кашель, боль и чувство давления в груди.
Диоксид азота и монооксид углерода при проникновении в органы дыхания человека приводят к нарушению системы дыхания и кровообращения. Вдыхаемые частицы влияют как непосредственно на респираторный тракт, так и на другие органы.
Диоксины, выбрасываемые дизельным автотранспортом, являются сильными ядами, они подавляют иммунитет, вызывают рак, мутации потомства.
При повышенных концентрациях оксида углерода уменьшается приток кислорода к тканям и к сердцу, повышается количество сахара в крови.
Важной составляющей загрязнённости воздуха является содержание мелкодисперсных частиц. Наиболее изучено влияние микрочастиц диаметром 10 и менее микрон (PM10). По оценкам Всемирной организации здравоохранения, содержащиеся в воздухе микрочастицы обуславливают почти 9 % смертей от рака лёгких, 5 % смертей от сердечно-сосудистой патологии и порядка 1 % смертей от инфекционных заболеваний дыхательных путей. Официально рекомендованная ВОЗ средняя годовая концентрация PM10 составляет 20 микрограмм на кубический метр (мкг/м³). В Москве средняя годовая концентрация PM10 составляет 33 мкг/м³, а во время пожаров 2010 года она достигала 500—900 мкг/м³.
Загрязнение атмосферного воздуха в Москве привело к постоянному росту аллергических и астматических заболеваний у детей и высокой смертности среди пожилых людей в периоды летнего смога.
Автотранспорт генерирует более 90 процентов всех вредных выбросов в Москве, как за счет сжигания топлива, так и путем создания взвешенных в атмосфере частиц при использовании тормозных колодок, от износа шин и от подъема пыли с дорог. Среди этих источников во многих странах большее внимание при изучении и регулировании уделяют выхлопным газам и качеству топлива, и Москва не стала исключением. В 2013 году Правительство города запретило продавать в столице бензин ниже стандарта «Евро-4», что сократило выбросы на 30 процентов. Город ввёл запрет на продажу топлива ниже «Евро-5» (стандарт предусматривает снижение выбросов серы в пять раз) с первого января 2016, по всей стране запрет начнёт действовать лишь в июле 2016 года. Также с 1 декабря 2015 введён запрет на въезд в Москву старому грузовому транспорту: на МКАД грузовикам экологического класса ниже «Евро-2», а на ТТК — ниже «Евро-3».